# Kedesh
Las ruinas de la antigua ciudad cananea de Kedesh o Cadesh, se encuentran 3 km al noreste del moderno Kibbutz Malkiya en Israel, cerca de la frontera con el Líbano.

## Historia
Kedesh es mencionada por primera vez en el Libro de Josué, como una fortaleza cananea conquistada por los israelitas bajo el liderazgo de Josué. La propiedad de Kedesh fue entregada por sorteo a la tribu de Neftalí. Posteriormente, Josué designó a Kedesh como ciudad levítica y ciudad de refugio, junto con Siquem y Quiriat Arba (Josué 20:7).
En el siglo VIII a. C., durante el reinado de Peka, rey de Israel, Tiglat-Pileser III de Asiria tomó Kedesh y deportó a sus habitantes a Asiria (2 Reyes 15:29).
Más tarde, durante el siglo V a. C., es posible que Kedesh se convirtiera en la capital de la provincia de la Alta Galilea, controlada por el Imperio Persa y administrada por la Ciudad de Tiro.
En el 259 a. C. Kedesh fue mencionada por Zenon, un comerciante ambulante de Egipto.
Entre 145 a. C. y 143 a. C., Kedesh fue destruida por Jonatán Macabeo, durante su lucha contra el rey Demetrio II Nicátor del imperio seléucida.
De 1997 a 2012, Tel Kedesh fue excavado por un equipo del Museo de Arqueología Kelsey de la Universidad de Míchigan en conjunto con la Universidad de Minnesota. Entre 2010 y 2012 las excavaciones se centraron en el edificio administrativo de los períodos persa y helenístico.